# فيصل صدقي الياسين
فيصل صدقي عبد الله ياسين (وُلد في 1934 في طولكرم – تُوفي في 27 مايو 2022 في عمان) هو طبيب فلسطيني، وهو والد الملكة رانيا العبد الله ملكة المملكة الأردنية الهاشمية، وجد الأمراء الحسين وهاشم وإيمان وسلمى.

## حياته
ولد فيصل صدقي عبد الله ياسين في مدينة طولكرم الفلسطينية عام 1934 م، وأكمل دراسته الثانوية فيها قبل أن ينتقل إلى مصر لدراسة الطب في جامعة القاهرة ومن ثم يتوجه بعدها بسنوات للاختصاص بالجراحة وطب الأطفال في أيرلندا الشمالية.
في عام 1961 م انتقل إلى الكويت بعد أن حصل على وظيفة في وزارة الصحة الكويتية، ليفتتح بعدها بفترة وجيزة عيادته الخاصة كأحد أوائل الأطباء العرب الذين حصلوا على ترخيص.
وبعد ثلاثين عاماً قضاها ممارسا لمهنة الطب، عاد إلى الأردن ليتقاعد ويستقر فيها حتى وفاته.

## حياته الخاصة
تزوج من إلهام علي ابراهيم راسخ من عائلة راسخ الفلسطينية، ولهما من الأولاد:
- دينا وهي أكبر أبناؤه
- رانيا زوجة الملك عبد الله الثاني
- مجدي.

## وفاته
تُوفي في العاصمة عمّان عصر يوم الجمعة 27 مايو/أيار 2022 ميلاديًا الموافق 26 شوال 1443 هجريًا عن عمر ناهز 88 عامًا. وأُعلنت حالة الحداد في في البلاط الملكي الهاشمي لمدة سبعة أيام، ودُفِنَ في الأضرحة الملكية الهاشمية في عمّان.
نعاه الديوان الملكي الهاشمي في بيانٍ له: «ينعى الديوان الملكي الهاشمي، بمزيد من الحزن والأسى، والد صاحبة الجلالة الملكة رانيا العبدالله، حفظها الله، وجد كل من أصحاب السمو الملكي الأمير الحسين بن عبدالله الثاني، ولي العهد، والأمير هاشم بن عبدالله الثاني، والأميرة إيمان بنت عبدالله الثاني، والأميرة سلمى بنت عبد الله الثاني، حفظهم الله، المرحوم، بإذن الله، الطبيب فيصل صدقي الياسين، الذي انتقل إلى رحمته تعالى في عمان اليوم الجمعة، الواقع في 26 شوال عام 1443 هجرية، الموافق 27 أيار عام 2022 ميلادية».